# Ballingdon
Ballingdon – osada w Anglii, w Suffolk. W 1951 roku civil parish liczyła 458 mieszkańców. Ballingdon jest wspomniana w Domesday Book (1086) jako Belindune.